# 第十二世嘉察巴·扎巴丹巴雅培
第十二世嘉察巴·扎巴丹巴雅培（一译札巴殿巴雅佩；藏語：གྲགས་པ་བསྟན་པ་ཡར་འཕེལ，威利转写：grags pa bstan pa yar 'phel，THL：Dragpa Tenpa Yarpel；1954年—），又名丹增赤列确吉尼玛（藏語：བསྟན་འཛིན་ཕྲིན་ལས་ཆོས་ཀྱི་ཉི་མ，威利转写：bstan 'dzin phrin las chos kyi nyi ma，THL：Tenzin Trinley Chökyi Nyima），是藏传佛教的一位祖古，为国师嘉察巴（嘉察巴仁波切）的第十二世传承。
藏历第十六绕迥木马年（1954年），十一世嘉察巴圆寂。根据十六世噶玛巴的预言，十二世嘉察巴出生在距楚布寺快马奔驰二天路程之西部高原上。同年的七月十一日，扎巴丹巴雅培被找到，确认为嘉察巴的转世。藏历六月十五日，十六世噶玛巴为四岁的十二世嘉察巴剃发。二十二日，在楚布寺举行坐床仪式。他的上师就是十六世噶玛巴。1959年，跟随十六世噶玛巴逃离西藏，前往锡金。在锡金的隆德寺，从噶玛巴那里习得完整的灌顶、教授、口传一切法教，并跟随第九世创古仁波切学习经典，成为一位显密圆通的上师。
1992年，十二世嘉察巴与十二世大司徒巴一起，为第十七世噶玛巴·伍金赤列多吉举行坐床仪式。他也是第十七世噶玛巴的上师之一，为其传授口诀教法及灌顶。目前驻锡于锡金拉浪寺，并代管隆德寺那烂陀佛教大学。